# Rudolf Werner Ackermann
Rudolf Werner Ackermann (* 30. Oktober 1908 in Barmen; † 20. Dezember 1982 in Düsseldorf) war ein deutscher Maler.

## Leben und Werk
Ackermann studierte an der Kunstgewerbeschule und Preußischen-Höheren Fachschule Wuppertal. Von 1930 bis 1936 schloss sich das Musikstudium an. Danach führte er die Malerei weiter als das für ihn persönliche künstlerische Ausdrucksmittel. In Düsseldorf war er als freischaffender Künstler tätig und Vorsitzender des Künstlervereins Malkasten. Er war von 1942 bis 1944 mit insgesamt sechs Landschaftsbildern auf der Großen Deutschen Kunstausstellung vertreten und nahm in der Zeit an drei weiteren Ausstellungen teil.
Er war mit Elisabeth „Rouge“ Ackermann, geb. Schneider (1935–2012) verheiratet.

## Auszeichnungen
- 1969: Großer Internationaler Preis der goldenen Palme der Internationalen Arts Guild, Monaco
- 1969: Bronzemedaille Europapreis für Malerei, Ostende
- 1970: Silbermedaille Italia 2000, Neapel
- 1973: Nationaler Preis – Goldpokal der Internationalen Ausstellung S. Margherita Ligure, Italien
- 1973: Kreuz des Ordre Mérite Belgo-Hispanique und Ernennung zum Ritter
- 1974: Ausstellungspreis – Internationale Ausstellung Italia 2000, Neapel
- 1974: Silbermedaille – Internationale Ausstellung für Zeitgenössische Kunst, Lyon

## Werke in Museen
- Ausstellung „Kunst aus Nordrhein-Westfalen - Förderankäufe seit 1945“